# 黃鰭油鯡
黃鰭油鯡為輻鰭魚綱鲱形目鲱科的其中一種，分布於中西大西洋區，從美國北卡羅來納州至佛羅里達州海域，棲息深度可達50公尺，體長可達33公分，棲息在沿海海域，成群活動，繁殖期在冬季，以浮游生物為食，可做為食用魚。

## 擴展閱讀
維基物種上的相關：黃鰭油鯡